# Oniscophiloscia kuscheli
Oniscophiloscia kuscheli är en kräftdjursart som beskrevs av Hans Strouhal1961. Oniscophiloscia kuscheli ingår i släktet Oniscophiloscia och familjen Philosciidae. Inga underarter finns listade i Catalogue of Life.